# Nowowolynsk
Nowowolynsk (ukrainisch Нововолинськ; russisch Нововолынск) ist eine Stadt im Nordwesten der Ukraine in der Oblast Wolyn nahe der Grenze zu Polen.

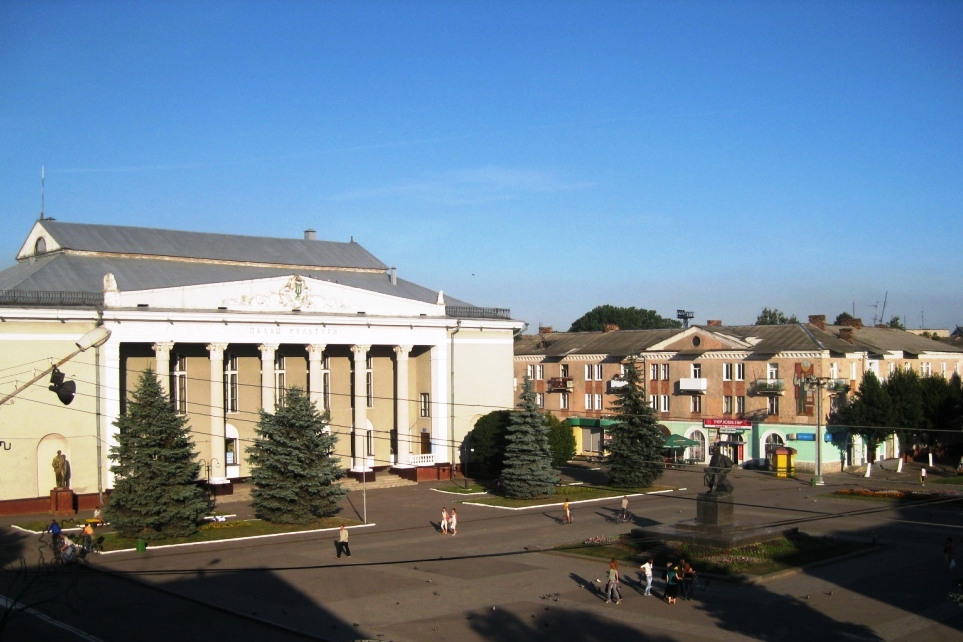
Blick in den Ort

Zur Stadtgemeinde zählt auch die Siedlung städtischen Typs Blahodatne, die Stadt lag bis Juli 2020 im Osten des Rajonsgebietes von Iwanytschi, war aber selbst kein Teil desselben.

## Geschichte
Gegründet Anfang der 1950er Jahre als Arbeiterstadt für den dort ebenfalls begonnenen Kohlebergbau, stand dieser immer im Mittelpunkt der Stadtentwicklung. Zwischen 1957 und 1962 war der Ort Sitz der Rajonsverwaltung des gleichnamigen Rajons Nowowolynsk, dieser ging aus dem Rajon Iwanytschi hervor. 1957 erhielt die Stadt auch ihren heutigen Stadtstatus.
Das Ende der Sowjetunion im Jahr 1991 und der darauf folgende wirtschaftliche Zusammenbruch leiteten eine Phase der Stagnation ein.
Viele Bewohner sind in Großstädte oder ins Ausland gezogen, um dort Geld zu verdienen.

## Verwaltungsgliederung
Am 12. Juni 2020 wurde die Stadt zum Zentrum der neugegründeten Stadtgemeinde Nowowolynsk (Нововолинська міська громада Nowowolynska miska hromada). Zu dieser zählten auch die 8 in der untenstehenden Tabelle aufgelistetenen Dörfer, bis dahin bildete die Stadt die gleichnamige Stadtratsgemeinde Nowowolynsk (Нововолинська міська рада/Nowowolynska miska rada) im Westen des Rajons Iwanytschi, war aber kein Teil desselben, sondern direkt der Oblast unterstellt.
Am 17. Juli 2020 wurde der Ort Teil des Rajons Wolodymyr.
Folgende Orte sind neben dem Hauptort Nowowolynsk Teil der Gemeinde:
| Name                     | Name       | Name                          | Name           | Name |
| ukrainisch transkribiert | ukrainisch | russisch                      | polnisch       |      |
| ------------------------ | ---------- | ----------------------------- | -------------- | ---- |
| Blahodatne               | Благодатне | Благодатное (Blagodatnoje)    | -              |      |
| Chreniw                  | Хренів     | Хренов (Chrenow)              | Chrenów        |      |
| Hrjady                   | Гряди      | Гряды (Grjady)                | Kałusów        |      |
| Hrybowyzja               | Грибовиця  | Грибовица (Gribowiza)         | Grzybowica     |      |
| Kropywschtschyna         | Кропивщина | Крапивщина (Krapiwschtschina) | Kropiwszczyzna |      |
| Nyskynytschi             | Низкиничі  | Низкиничи (Niskinitschi)      | Niskienicze    |      |
| Tyschkowytschi           | Тишковичі  | Тишковичи (Tischkowitschi)    | Tyszkiewicze   |      |

## Wirtschaft
Obwohl mehrere Gruben stillgelegt wurden, sind die Kohlebergwerke immer noch ein wichtiger Wirtschaftsfaktor.

## Verkehr
Die einzigen öffentlichen Verkehrsmittel sind Busse, die Nowowolynsk mit den nahegelegenen Städten, beispielsweise Luzk, Kowel oder Lemberg (Lwiw), verbinden.
Die vorhandenen Eisenbahngleise werden nur für den Güterverkehr genutzt. In der Nähe der Stadt befindet sich ein Grenzübergang (Zosin/Ustyluh) nach Polen.

## Söhne und Töchter der Stadt
- Nunu Abaschydse (* 1955), Kugelstoßerin
- Andrij Herus (* 1982), Politiker
- Artem Fedezkyj (* 1985), Fußballnationalspieler
- Dmytro Doroschtschuk (* 1986), Handballspieler
- Borys Krjutschkow (* 1988), Handballtorwart
- Stanislaw Schukow (* 1992), Handballspieler